# Szigeti István
Szigeti István (de Insula, Fraknói, Frankló, Frankói; ? – 1382. február 10. vagy március 23.) nyitrai püspök, kalocsai érsek.

## Élete
A Sopron vármegyében birtokos Frankói család tagja. A nevét a szigeti kolostorról kapta, ahol a rendbe lépett. 1330-tól teológiai tanár. 1350-1351 között választott és megerősített, 1351-1367 között tényleges nyitrai püspök. Ágoston-rendi szerzetes, a hittan és a Szentírás mestere. 1358-ban Piast Erzsébet anyakirálynét Horvátországba és Dalmáciába kísérte a tartományok rendezésére. 
1366-ban V. János bizánci császár követe kíséretében Avignonban járt, búcsút kérve a török elleni hadjárat résztvevőinek. 1367-ben választott, majd megerősített kalocsai érsek lett. 1370-1379 között a szentírástudomány tanára, 1379-1382 között alexandriai címzetes pátriárka. 1379-től királyi kancellár.
Nyitrai pecsétje 1355-ből és 1358-ból maradt fenn.
Nyitrán utóda 1367-től Demjéni László, a kalocsai székben utóda 1383-tól Helfenstein Lajos, Alexandriában 1391-től Simon de Cramaud.